# Derinkuyu
Derinkuyu (en griego: Μαλακοπή) es una ciudad y distrito de la provincia de Nevşehir en Anatolia central, Turquía. En el censo de 2000, la población del distrito era de 24,631 habitantes, de ellos 11,092 correspondían a la ciudad de Derinkuyu. El distrito posee un área de 445 km², y la elevación media es de 1300 m, con el monte Ertaş de 1988 m como punto más alto.
Localizada en la región de Capadocia, Derinkuyu es conocida por ser la de mayor atracción turística de las 37 ciudades subterráneas abandonadas de esta región.
Derinkuyu se encuentra 29 km al sur de Nevşehir, y su nombre significa ‘pozo profundo’. Antiguamente llamada Melengübü, se cree que el lugar fue ocupado desde el siglo VII, aunque algunos arqueólogos especulan que es más antigua que Kaymaklı, otra famosa ciudad subterránea de la zona; ya que el primer nivel pudo haber sido excavado por los hititas alrededor del año 1400 a. C. 
La ciudad subterránea de Derinkuyu y su vecina Kaymaklı forman parte del conjunto Parque Nacional de Göreme y sitios rupestres de Capadocia elegido por la Unesco como Patrimonio de la Humanidad en el año 1985.

## Historia
El militar e historiador griego Jenofonte, menciona las ciudades subterráneas de Capadocia en la Anábasis. En ese relato de la expedición de diez mil mercenarios en el Imperio Persa, en  399 a. C., explica que los habitantes de Anatolia habían excavado sus casas bajo tierra y vivían en alojamientos lo suficientemente grandes como para albergar una familia, sus animales domésticos y los suministros de alimentos que éstos almacenaban.
La facilidad de excavar el suelo volcánico de la zona, llevó a los moradores de Derinkuyu a crear una ciudad de varios niveles subterráneos, que fue utilizada como refugio de las frecuentes invasiones a Capadocia, en las diversas épocas de su ocupación. 
Las excavaciones arqueológicas modernas comenzaron en 1963, y han llegado a los cuarenta metros de profundidad, revelando la existencia de entre 18 a 20 niveles subterráneos, aunque solamente es posible visitar los ocho niveles superiores. El resto está parcialmente obstruido, o reservado para la investigación arqueológica y antropológica. Fue abierta a los visitantes en 1969 y hasta la fecha [¿cuándo?] sólo el diez por ciento de la ciudad subterránea es accesible para los turistas.
En el interior de la ciudad, pueden observarse establos, comedores, salas para el culto, cocinas (aún ennegrecidas por el hollín de los hogares), prensas para el vino, bodegas, cisternas de agua y áreas habitacionales. La ciudad cuenta con pozos de agua y galerías de comunicación. 
En total, se han detectado 52 pozos de ventilación. Se calcula que estas instalaciones eran suficientes para dar refugio a diez mil personas. El laberinto de corredores cuenta además con tres puntos estratégicamente seleccionados, cuyo acceso podía ser bloqueado, desplazando las rocas adyacentes; impidiendo así la entrada de intrusos. Además, la ciudad tiene un túnel de casi 8 km de largo, que se cree la conectaba con la vecina ciudad subterránea de Kaymaklı.